# موتور وی۱۰

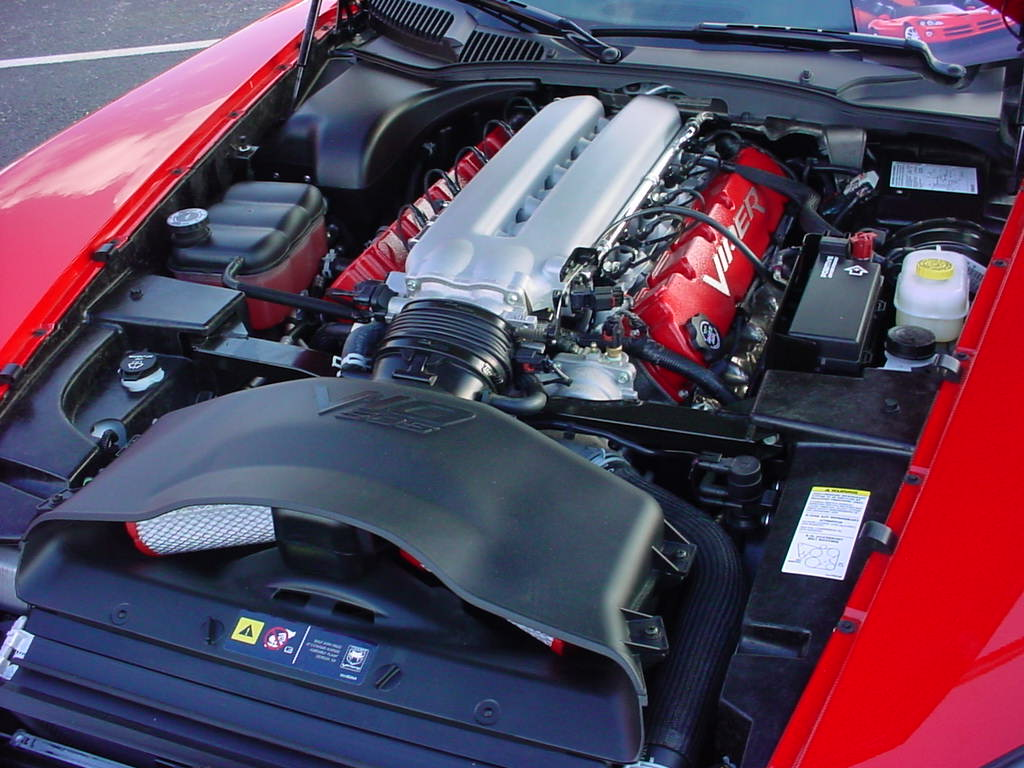
موتور وی۱۰ دوج وایپر

موتور وی۱۰ (به انگلیسی: V10 engine) یک موتور وی‌شکل است که از دو دستهٔ پنج‌تایی از سیلندر تشکیل شده‌است. طول این نوع موتور از موتور وی۸ بیشتر است؛ اما در مقایسه با موتور شش سیلندر خطی و موتور وی۱۲ از طول کمتری برخوردار است.

## خصوصیات مکانیکی
موتورهای وی۱۰ به دلیل اینکه در واقع از دو موتور پنج سیلندر خطی که به یک میل‌لنگ مشترک متصل هستند، تشکیل شده‌اند، و موتورهای پنج سیلندر نیز دارای ضعف عدم تعادل هستند، بر خلاف انواع شش سیلندر خطی، وی۱۲، و تخت، به‌طور ذاتی از عدم تعادل و حرکت گهواره‌ای ثانویه رنج می‌برند. این نقطه ضعف تنها با استفاده از شفت تعادل قابل جبران است.

## خودروهای جاده‌ای
تا سال ۱۹۹۴ و معرفی خودروی دوج رم، به ندرت از موتورهای وی۱۰ در خودروهای جاده‌ای استفاده می‌شد و انواع وی۸ و وی۱۲ به دلیل لرزش و صدای کمتر، گزینه‌هایی بودند که تا آن زمان بر روی خودروهای جاده‌ای نصب می‌شدند. در خودروی لکسوس ال‌اف‌ای، به علت ناتوانی موتورهای وی۸ در رسیدن به دور موتورهای بالا، و دور موتور قابل دستیابی در موتورهای وی۱۰، مهندس‌های شرکت لکسوس تصمیم به استفاده از موتور وی۱۰، به جای یک موتور وی۸ با حجم برابر گرفتند. همچنین دلیل عدم استفاده از موتور وی۱۲ در این خودرو، حجم رفت و برگشتی کمتر موتور وی۱۰ در مقایسه با نوع ۱۲ سیلندر و پاسخ سریع‌تر پیشرانه است. شرکت آئودی برای خودروی آر۸ ۵٫۲ اف‌اس‌آی کواترو، موتور وی۱۲، که دارای طول بیش از اندازه و اصطکاک داخلی زیاد به دلیل بهره‌مندی از سیلندرها و سوپاپ‌های اضافی بود، و موتور وی۸، که کوچک‌تر بود اما دارای پیستون‌های سنگین‌تر و بزرگ‌تر، و همچنین خط قرمز دور موتور پایین‌تر بود را با یک موتور وی۱۰، که حد وسط موتورهای وی۸ و وی۱۲ بود، جایگزین کرد.

### نمونه‌ها
فهرستی از خودروهای تولیدی پس از جنگ‌های جهانی مجهز به موتور وی۱۰ (مرتب‌شده بر اساس حروف الفبا):
- آئودی آر۸: ۵٫۲ لیتری
- آئودی آراس۶ (سی۶): ۵٫۰ لیتری بای-توربو
- آئودی اس۶ (سی۶): ۵٫۲ لیتری
- آئودی اس۸ (دی۳): ۵٫۲ لیتری
- ایتال‌دیزاین زیرواونو
- ب‌ام‌و ام۵ (ئی۶۰/ئی۶۱): ۵٫۰ لیتری
- ب‌ام‌و ام۶ (ئی۶۳/ئی۶۴): ۵٫۰ لیتری
- بریستول فایتر (دوج وی۱۰)
- پورشه کاررا جی‌تی: ۵٫۷ لیتری
- جی‌تی‌ای اسپانو (دوج وی۱۰)
- دوج رم ۲۵۰۰/۳۵۰۰ هوی دیوتی (وانت)
- دوج رم اس‌آرتی-۱۰ (وانت): ۸٫۳ لیتری
- دوج وایپر: ۸٫۰ لیتری، ۸٫۲ لیتری و ۸٫۳ لیتری
- فورد اکسکورژن (شاسی‌بلند ۳٫۴ تُنی): ۶٫۸ لیتری
- فورد سوپر دیوتی (وانت): ۶٫۸ لیتری
- فورد ئی-۳۵۰ (ون اندازه بزرگ): ۶٫۸ لیتری
- فولکس‌واگن توارگ: ۵ لیتری تی‌دی‌آی پی‌دی
- فولکس‌واگن فائتون: ۵ لیتری تی‌دی‌آی پی‌دی
- لامبورگینی اوراکان: ۵٫۲ لیتری
- لامبورگینی سستو المنتو: ۵٫۲ لیتری
- لامبورگینی گالاردو: ۵٫۰ لیتری و ۵٫۲ لیتری
- لکسوس ال‌اف‌ای: ۴٫۸ لیتری[۶]
- وی‌ال‌اف فورس ۱ (دوج وی۱۰)
- ویسمان جی‌تی ام‌اف۵: بی‌ام‌و اس۸۵-بی۵۰